# Marele Duce Paul Alexandrovici al Rusiei
Marele Duce Paul Alexandrovici al Rusiei (Павел Александрович) (3 octombrie 1860 – 30 ianuarie 1919) a fost cel de-al 8-lea copil al Țarului Alexandru al II-lea al Rusiei și a primei lui soții, împărăteasa Maria Alexandrovna. 

## Primii ani

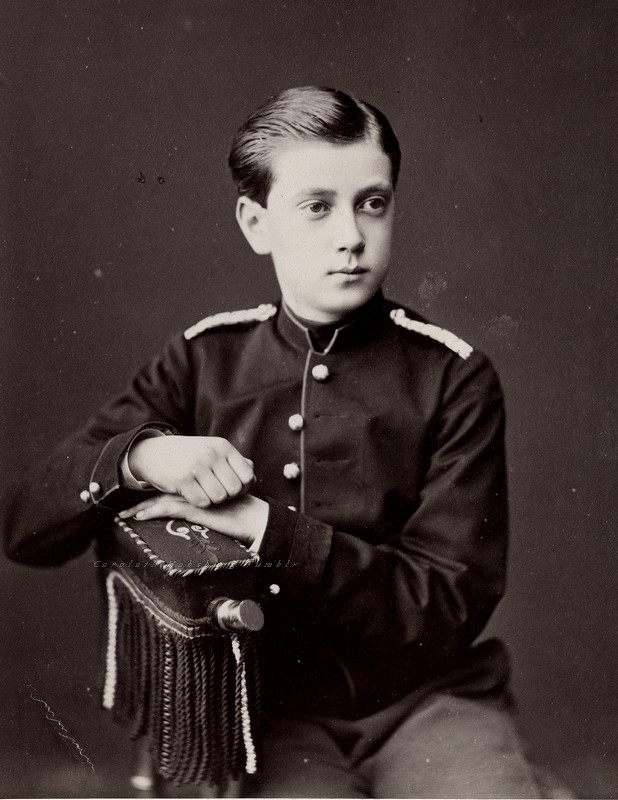
Marele Duce Paul copil

Marele Duce Paul s-a născut la 3 octombrie (stil vechi)/21 septembrie (stil nou) 1860 la Palatul Ecaterina din Țarskoe Selo. A fost al optulea și cel mai mic copil al Țarului Alexandru al II-lea al Rusiei și a primei lui soții, împărăteasa Maria Alexandrovna.
Fiind mezinul unei familii mari, el a fost iubit de părinți și de frați. Primii ani și i-a petrecut împreună cu doi dintre frații cei mai apropiați ca vârstă: sora lui Marie, și fratele lui Marele Duce Serghei de care era inseparabil. În jurul nașterii lui Paul Alexandrovici, mama lui a fost afectată de tuberculoză și medicii au sfătuit-o să nu mai aibe copii. Relația dintre părinții lui Paul a încetat. Familia a fost lovită de tragedie odată cu moartea primului copil, Țareviciul Nicolae Alexandrovici în 1865, la doar 21 de ani, în timp ce Paul avea 5 ani. Anul următor tatăl lor a început relația cu Prințea Ecaterina Dolgorukova, care i-a dăruit trei copii.
Marele Duce Paul și-a petrecut anii la Țarskoe Selo și la Palatul de Iarnă din Sankt Petersburg și vacanțele la Livadia, reședința familiei din Crimeea. Pe masura ce timpul trecea și starea de sănătate a împărătesei îi dicta să evite climatul rus aspru, Țarina își petrecea luni bune în străinătate cu trei dintre cei mai mici copii la Jugenheim în afara Darmstadt, iar iernile în sudul Franței. Paul a fost un copil delicat și protejat; el nu a avut niciodată o constituție robustă.

### Educație
Marele Duce Paul a fost educat acasă de profesori particulari. În anii 1870, Paul și fratelui său Serghei au fost rămas în Rusia pentru studiu. Familia hotărâse ca ei să urmeze o carieră  militară. Din 1864 până în 1885 profesorul lor a fost amiralul Dmitri Arseniev (1832-1915) care și-a încurajat elevii să dobândească și o educație artistică. Marele Duce Paul a devenit un bun actor amator și un excelent dansator. El era iubit datorită caracterului său blând, foarte diferit de cel furtunos al fraților săi mai mari.
De la naștere el a fost cornet de gardă într-un regiment de infanterie. Totuși, cariera lui a înaintat mult mai lent decât cea a fraților săi mai mari. El a devenit locotenent în ianuarie 1874 însă era prea tânăr, a fost singurul fiu al Țarului care nu a participat la Războiul ruso-turc din 1877-78. 
Marele Duce Paul Alexandrovici a fost cunoscut ca o persoană blândă, religioasă și accesibilă oamenilor. În iunie 1880, a fost afectat de moartea mamei sale, a cărei figură delicată și blândă el a moștenit-o. La scurt timp tatăl lui s-a recăsătorit cu fosta metresă, Ecaterina Dolgorukova. Marele Duce Paul, supraprotejat de fratele său Serghei, nu a știut de aventura tatălui. Distrus emoțional de știre, el a plecat în străinătate pentru a se recupera. Era plecat în Italia cu fratele său Serghei când tatăl lor, Țarul Alexandru al II-lea, a fost asasinat la 13 martie (1 martie pe stil vechi) 1881. Fratele lor cel mare a devenit Țarul Alexandru al III-lea.
Din copilărie Paul a fost foarte apropiat de fratele său Serghei, cei doi rămânând apropiați și după căsătoria lui Serghei cu Prințesa Elisabeta de Hesse și de Rin (1864–1918). Paul a însoțit cuplul în Anglia pentru a o întâlni pe bunica Elisabetei, regina Victoria, care a fost impresionată plăcut de Paul. Paul s-a mutat cu Serghei și cu noua lui soție, cu care de asemenea el a devenit apropiat. Trioul a împărțit casa o perioadă și au făcut împreună o călătorie la Ierusalim, în 1888. Grand Duke Paul suffered from weak lungs and spent periods abroad to recuperate. La sfatul medicilor el a vizitat Grecia în 1887.

## Prima căsătorie

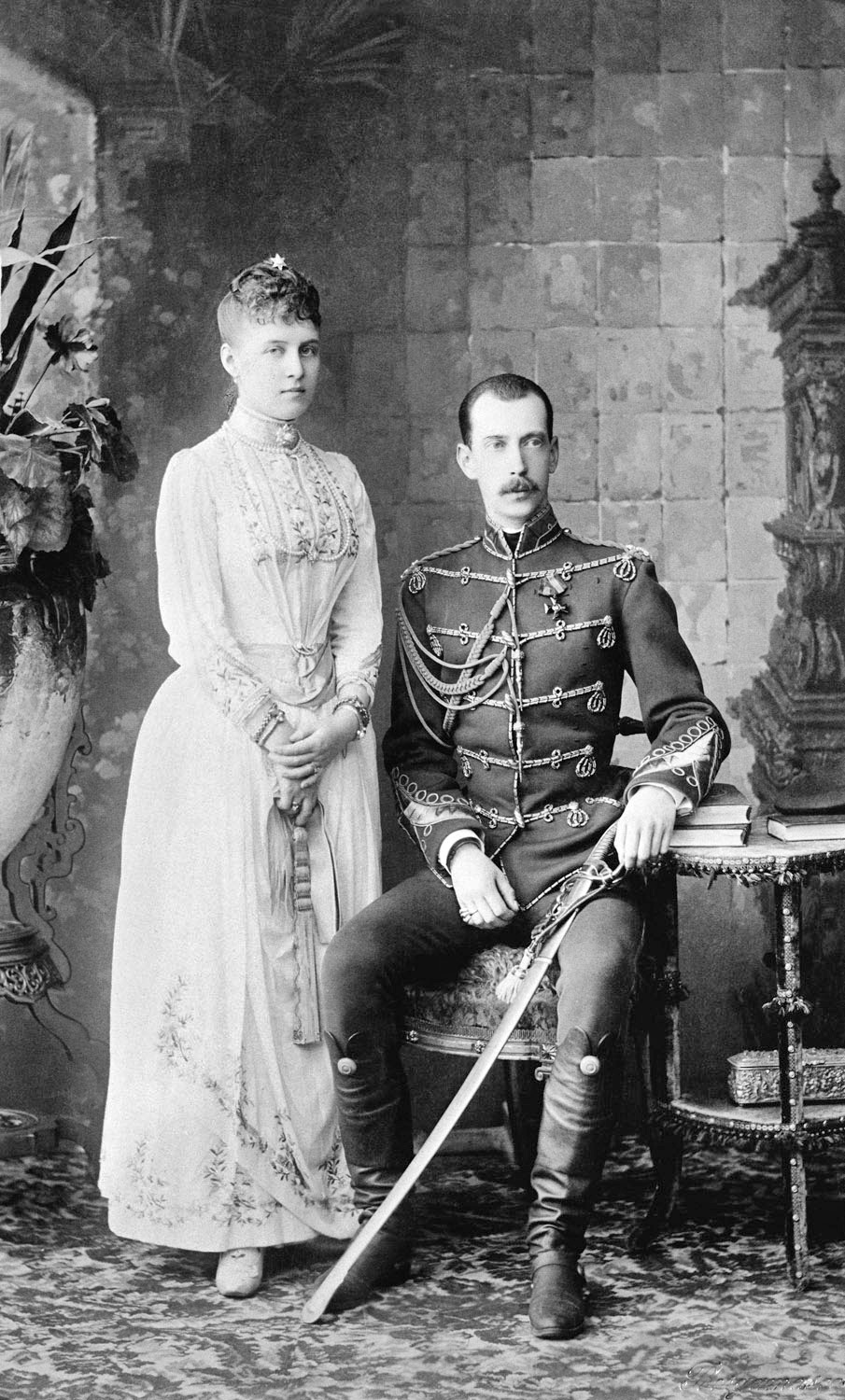
Marele Duce Paul Alexandrovici și Prințesa Alexandra a Greciei. Fotografie de logodnă. 1888

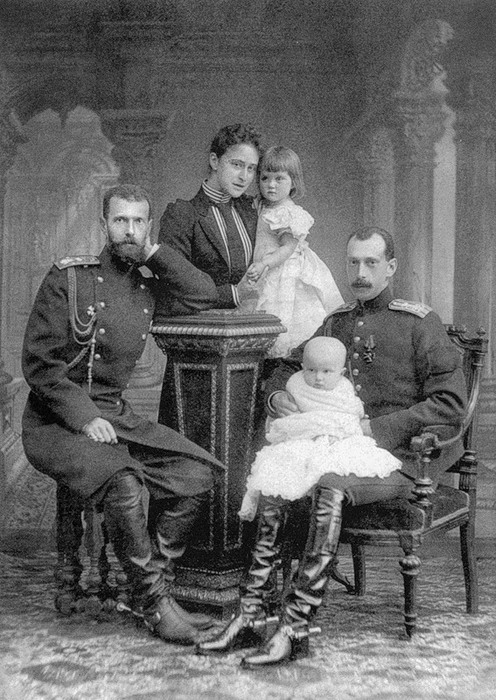
Marele Duce Serghei Alexandrovici, soția lui Serghei, Marea Ducesă Elizaberta Feodorovna ținând-o în brațe pe Marea Ducesă Maria Pavlovna, Marele Duce Paul Alexandrovici cu fiul său, Dmitri.

În timpul vizitei în Grecia, în atmosfera familială a verișoarei lui primare, regina Olga a Greciei, Marele Duce Paul a devenit propiat de fiica cea mare a Olgăi, Prințesa Alexandra a Greciei și Danemarcei. Tatăl Alexandrei, regele George I al Greciei, era frate cu Țarina Maria Feodorovna, cumnata lui Paul. În timpul aniversării nunții de argint a regelui George și a reginei Olga, Paul a cerut mâna Alexandrei. Alexandra ajunsese de câteva ori în Rusia vizitând rudele materne. Ea era plină de viață și neastâmpărată în timp ce el era rezervat. Logodna lor a fost anunțată la 10 noiembrie 1888. Nunta a avt loc la 17 iunie (5 iunie pe stil vechi), la Sankt Petersburg în capela Palatului de Iarnă. Marele Duce avea 29 de ani iar soția lui era cu zece ani mai tânără.
Paul s-a stabilit cu soția sa la palatului lui din Sankt Petersburg.  Casa, situată în centrul orașului, a fost construită în stil renascentist florentin de către arhitectul Alexander Krakau între 1859–1862 pentru baronul  Alexander von Stieglitz, o figură proeminentă financier și primul guvernator al Băncii Rusiei. După decesul baronului în 1884, casa a fost moștenită de fiica sa adoptivă, Nadejda Polovtsova. Ea  a vândut proprietatea Trezoreriei în 1887 și Marele Duce Paul a cumpărat-o în același an. În 1889, el l-a angajat pe arhitectul Maximilian Messmacher pentru interioare. Tezaurele casei au inclus scara de marmură albă, camera de zi decorată cu cariatide, biblioteca cu lambriuri de stejar si sala de concerte cu portrete ale unor mari compozitori și picturi care descriu Cele patru anotimpuri.
Mariajul Marelui Duce Paul a fost fericit da scurt. Alexandra, după o primă sarcină dificilă, a născut o fiică la 18 aprilie (6 aprilie pe stil vechi) 1890, Marea Ducesă Maria Pavlovna a Rusiei (1890–1958). Alexandra avea o constituție fragilă și ducea dorul țării natale, Grecia. În toamna aceluiaș an, Marele Duce Paul și-a dus soția în vacanță în Grecia. La întoarcerea sa în Rusia a fost numit comandat al gărzii imperiale. Paul și soția sa au primit camere la Palatul Ecaterina din Țarskoe Selo, însă din cauza îndatoririlor militare ale lui Paul se vedeau numai la sfârșit de săptămână. Deși Marele Duce Serghei și soția sa Elisabeta s-au mutat la Moscova în mai 1891, cele două cupluri au rămas foarte apropiate. În vara anului 1891, Paul și Alexandra au decis să petreacă un timp cu ei la Ilinskoie, moșia lui Serghei din afara Moscovei.  În timp ce erau acolo, Alexandra, însărcinată în șapte luni cu cel de-al doilea copil, a pășit neglijent într-o barcă aflată în așteptare, cauzând un travaliu prematur. A doua zi a născut prematur un fiu, Marele Duce Dimitri Pavlovici al Rusiei (1891-1942). Alexandra nu și-a recăpătat cunoștința și a murit șase zile mai târziu, la 24 septembrie (12 septembrie pe stil vechi) 1891, la doar 21 de ani.
Marele Duce Paul a fost profund afectat de decesul soției sale. I-a luat mult timp să-ți revină din depresie. În această perioadă, Serghei și Elisabeta au avut grijă de copii lui Paul. Îndureratul Mare Duce s-a mutat la Țarskoe Selo lăsându-și palatul din Sankt Peterburg care fusese casa lui și a Alexandrei și nu s-a mai întors niciodată. Pentru o lungă perioadă palatul a stat vacant, apoi clădirea a trecut prin mai multe mâini. Când revoluția s-a încheiat, palatul a fost vândut Societății ruse pentru producerea de echipamente și consumabile militare. În cele din urmă a devenit sediul a diferitor instituții sovietice.
Fratele lui Paul, Țarul Alexandru al III-lea, a murit la 1 noiembrie (20 octombrie pe stil vechi) 1894 și nepotul lui Paul, Nicolae al II-lea, a devenit noul țar. Doar opt ani era diferența de vârstă dintre unchi și nepot iar Paul o cunoscuse pe soția lui Nicolae, Alexandra Feodorovna, de când aceasta era o fetiță. Așadar, Marele Duce Paul era plăcut de noul Țar și de noua Țarină.

## A doua căsătorie

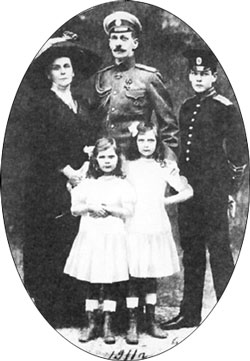
Marele Duce Paul, Olga Valerianovna și copiii lor (în jurul anului 1910).

În 1895, tânărul văduv a început o relație cu o femeie obișnuită, Olga Valerianovna Karnovich.  Olga era căsătorită și avea trei copii mici, un fiu și două fiice. Soțul ei, Eric von Pistohlkors, era aide the champ pentru fratele lui Paul, Marele Duce Vladimir, și căpitan în regimentul lui Paul. Inițial aventura a rămas secretă însă a devenit publică când Olga, în timpul unui bal la curte, a purtat un colier de diamante care aparținuse mamei lui Paul, împărăteasa Maria Alexandrovna. Țarina Maria Feodorvna a recunoscut bijuteria și a înepărtat-o pe Olga de la bal. În scandalul care a urmat, Paul a fost mutat la comanda altui regiment iar Eric von Pistohlkors a fost îndepărtat, însă era prea târziu. Olga era însărcinată cu primul copil al lui Paul.
Olga a născut un fiu, Vladimir, în ianuarie 1897 și  Eric von Pistohlkors a cerut divorțul. Marele Duce Paul a vrut să recunoască copilul și să se căsătorească cu Olga, însă Țarul Nicolae al II-lea și Marele Duce Vladimir s-au opus vehement. Paul a întors spatele familiei, și-a pierdut interesul față de Maria și Dmitri și a început să petreacă perioade lungi în străinătate împreună cu Olga. În 1900 el a cumpărat o casă în Bois de Boulogne intenționând să se stabilească acolo și să se căsătorească cu Olga imediat ce eaa obține divorțul.
Fratele lui Paul, Marele Duce Vladimir l-a determinat să jure că nu se va căsători cu Olga. Cu această asigurare, divorțul Olgăi s-a pronunțat în 1902. În același an, în august, nepoata lui Paul, Marea Ducesă Elena Vladimirovna, s-a căsătorit cu Prințul Nicolae al Greciei, fostul cumnat al lui Paul. A fost pentru prima dată când fostul socru al lui Paul, regele George al Greciei, a venit în Rusia de la decesul fiicei sale Alexandra. Întâlnirea lor a fost foarte inconfortabilă. După nuntă Paul a plecat în Italia unde era așteptat de Olga. Paul era hotărât să se căsătorească cu Olga în ciuda puternicei opoziții a familiei, în special a cuplului Serghei și Elisabeta, care l-au implorat să reconsidere situația, să se gândească la copii și la responsabilitățile sale în Rusia. Relația cu Serghei și Elisabeta, atât de apropiată înainte, s-a răcit pentru totdeauna.
La 10 octombrie 1902 Paul și Olga s-au căsătorit într-o biserică ortodoxă din Livorno, Italia. Guvernul bavarez i-a garantat Olgăi titlul de Contesă de Hohenfelsen în 1904. Căsătoria a stârnit un scandal la curtea rusă. Pentru că s-a căsătorit morganatic, fără permisiunea Țarului, Paul a fost demis din comisiile militare, toate proprietățile au fost puse sub sechestru iar fratele său Marele Duce Serghei Alexandrovici numit tutore al Mariei și al lui Dmitri. 

## Exilul
Marele Duce Paul și cea de-a doua soție erau încă în Italia în vacanță când li s-a interzis intrarea în Rusia. Ei s-au stabilit la Boulogne-sur-Seine unde la 5 decembrie (22 noiembrie pe stil vechi) 1903 s-a născut al doilea copil al cuplului, Irina. În 1904, Marele Duce Paul a aranjat, prin Luitpold, Prinț Regent al Bavariei, pentru soția și copiii săi să li se garanteze titlul de conte și contesă de Hohenfelsen. După asasinarea fratelui său Serghei în februarie 1905, Marelui Duce Paul i s-a permis să se întoarcă în Rusia pentru funeralii însă Olgăi nu i s-a pemis intrarea în aprilie pentru a participa la promovarea ca ofițer al fiului ei Alexandru Pistohlkors.  Paul a pretins custodia Mariei și a lui Dmitri, însă țarul a numit-o tutore pe Elisabeta.  Marelui Duce Paul i s-a permis să-și viziteze copiii din prima căsătorie dar nu să se întoarcă permnent în Rusia cu cea de-a doua soție. La 5 decembrie același an, Paul și Olga au avut al treilea copil, o fiică, Natalia.
Paul a avut o viață fericită cu Olga și cu cei trei copii la Paris. Aveau un personal alcătuit din 16 oameni: cameriste, grădinari, bucătari și profesori și erau colecționari avizi de porțelan vechi. Duminica, întreaga familie participa la slujba privată de la biserica rusă e pe strada Daru.
Deși el nu a fost consultat la logodna fiicei lui Maria Pavlovna cu Prințul Wilhem al Suediei, Paul a participat la nuntă, la 3 mai (20 Aprilie) 1908. În același an, Marele Duce Paul, Olga și cei trei copii au vizitat Rusia împreună petru prima dată. La scurt timp ei s-au întors la Paris însă fiul lor, Vladimir, a rămas în Rusia și a devenit student la Corp-des-Paiges.   În 1912, cu ocazia majoratului lui Dmitri, Țarul Nicolae al II-lea a cedat și și-a iertat unchiul, redându-i titlurile și privilegiile.  De asemenea, el a recunoscut ca validă cea de-a doua căsătorie a Mareleui Duce Paul. Totuși, Marele Duce a decis să locuiască în Franța. În 1913, Paul a vizitat Rusia încă o dată, petru a participa la celebrarea celor 300 de ani ai familiei Romanov pe tronul Rusiei. Marele Duce Paul s-a întors permanent în Rusia numai după ce s-a finalizat construcția casei pentru el și familia sa la Țarskoe Selo în mai 1914.

## Revoluție și deces
După ce bolșevicii au venit la putere, el și familia lui s-au confruntat cu un chin oribil. Proprietățile lor au fost confiscate, au trăit sub o hărțuire constantă iar în martie 1918 fiul său Vladimir a fost exilat în Urali unde a fost executat la 18 iulie 1918 în apropiere de Alapaevsk odată cu mătușa sa, Marea Ducesă Elisabeta Fiodorovna.
În august 1918 Marele Duce Paul a fost arestat și ținut prizonier la St. Petersburg. Sănătatea sa, deja șubredă, s-a înrăutățit. Deși soția sa a făcut tot posibilul să-l elibereze, n-a reușit. La 29 ianuarie 1919 Paul a fost mutat în Fortăreața Sf. Petru și Pavel iar în dimineața următoare a fost împușcat împreună cu verișorii săi: Marele Duce Dmitri Constantinovici, Marele Duce Nicolae Mihailovici și Marele Duce George Mihailovici.